# Gustavo López García
Gustavo López García (1873-1967) fue un farmacéutico y periodista español. 

## Biografía
Gustavo López García nació en el municipio alcarreño de Tendilla el 17 de abril de 1873, proveniente de una familia con tradición en los campos de medicina y farmacia y bien asentada económicamente. A los nueve años comenzó sus estudios de bachillerato en la ciudad de Guadalajara. Posteriormente, en 1887 iniciará sus estudios de Farmacia en Madrid, graduándose en 1892. Tras acabar su formación universitaria, regresó a su Tendilla natal para trabajar en la farmacia paterna, llevando a cabo además investigaciones acerca de la flora local. Debido a que la farmacia familiar iba a ser regentada por su hermano José, Gustavo se trasladó al municipio toledano de Huerta de Valdecarábanos en 1893, donde regentaría una farmacia hasta el año 1910. En ese municipio contrajo matrimonio dos años más tarde, relación de la cual acabarían naciendo tres hijos y una hija. Al igual que había hecho previamente en Tendilla, López García estudió la flora de la Huerta, y fue en ese mismo municipio donde iniciaría su labor periodística en publicaciones como La Farmacia Española y la Farmacia Moderna.
En 1910 se trasladó a Madrid, donde dirigiría hasta 1916 el Centro Farmacéutico Nacional, intentando poner en marcha una cooperativa farmacéutica del que fue un ferviente defensor. Tras su fracaso, llevaría a cabo una intensa campaña de prensa y asambleas en favor del cooperativismo en la farmacia. Además, desde 1914 formó parte de la Unión Farmacéutica Nacional (UFN), donde ejerció como tesorero desde 1915 hasta 1917, como secretario de la Junta Directiva entre 1920 a 1926 y como secretario técnico desde 1920 hasta 1936, año en el que la UFN fue disuelta por las autoridades de la República.
Durante la guerra civil española, Gustavo custodió en Madrid el Archivo de la UFN. Los últimos años de su vida los pasó en el municipio pacense de Zafra, donde continuó con su actividad periodística publicando varios artículos en el periódico Informaciones. Fue también redactor-corresponsal de la Revista Farmacéutica de Buenos Aires desde 1940. Escribió varios libros: Legislación Farmacéutica; Deontología Farmacéutica, que data de 1922 y fue el primer código ético para los farmacéuticos españoles.
Además de todas sus aportaciones en el campo de la farmacia, y especialmente, en la implantación del cooperativismo farmacéutico, López García fue también aficionado a la botánica, amén de su especial dedicación a la poesía, en la que cultivó especialmente la etnología de su localidad natal. En este sentido, publicó poemas como Mi Tendilla en honor al municipio del cual era oriundo.